# پاتریک سرکو
پاتریک سرکو (انگلیسی: Patrick Sercu؛ زادهٔ ۲۷ ژوئن ۱۹۴۴) دوچرخه‌سوار اهل بلژیک است.
از باشگاه‌هایی که در آن بازی کرده‌است می‌توان به تیم دوچرخه‌سواری بروکلین اشاره کرد.
وی در مسابقات کشوری و بین‌المللی در مجموع برندهٔ ۴ مدال طلا، ۲ مدال نقره شده‌است.